# یاسمیلا ژبانیچ
یاسمیلا ژبانیچ (به بوسنیایی: Jasmila Žbanić) (زاده ۱۹ دسامبر ۱۹۷۴) یک کارگردان اهل بوسنی و هرزگوین است. او دانش‌آموخته آکادمی هنرهای زیبای سارایوو در بخش کارگردانی تئاتر و فیلم است. او در هنر عروسک‌گردانی نیز دست دارد.
ژبانیچ پس از دریافت جایزه خرس طلایی برلیناله ۲۰۰۶ برای فیلم گرباویتسا به شهرت رسید. او در سال ۱۹۹۷ انجمن هنرمندان دبلوکادا را بنیان گذاشت. ژبانیچ در سال ۲۰۱۰ برای فیلم در مسیر نامزد جایزه خرس طلایی شصتمین دوره جشنواره فیلم برلین شد. این فیلم همچنین جایزه ویژه هیئت داوران پنجاه و پنجمین دوره جشنواره فیلم وایادولید اسپانیا را نصیب او کرد.
او همچنین کارگردانی فیلم کجا می‌روی آیدا؟ را بر عهده داشت که این فیلم در نود و سومین دوره جوایز اسکار به عنوان بهترین فیلم خارجی، نامزد شد.
یاسمیلا ژبانیچ دارای یک دختر به نام زو (Zoe) است. او معتقد است که نامش یاسمیلا تغییریافته «یاسمینا» است.

## فیلم‌شناسی

### سینما
- بعدها، بعدها (مستند کوتاه، ۱۹۹۷)
- آن شب، نور من (مستند، ۱۹۹۸)
- عشق یعنی... (۱۹۹۸)
- چکمه‌های لاستیکی قرمز (مستند کوتاه، ۲۰۰۰)
- به یاد داشته باش سارایوو (۲۰۰۳)
- تصویرهایی از گوشه (مستند کوتاه، ۲۰۰۳)
- تولد (فیلم کوتاه، ۲۰۰۴)
- گرباویتسا (راز اِسما، ۲۰۰۶)
- در مسیر (بهشت سدی بین ما، ۲۰۱۰)
- جزیره عشق (۲۰۱۱)
- مردان گریه نمی‌کنند (۲۰۱۷) (تهیه‌کننده)
- کجا می‌روی آیدا؟ (۲۰۲۰)

### تلویزیون
- آخرین بازمانده از ما (کارگردان اپیزود خویشاوند)